# Oona Chaplin
Pour les articles homonymes, voir Chaplin (homonymie) et Famille Chaplin.
Oona Chaplin née le 4 juin 1986 à Madrid, est une actrice hispano-britannique.

## Biographie
Oona Chaplin est la fille de Geraldine Chaplin et du cinéaste Patricio Castilla, et la petite-fille de Oona O'Neill et Charlie Chaplin. Elle a un demi-frère, Shane Saura Chaplin, dont le père est Carlos Saura.
Elle passe son enfance principalement en Espagne, en Suisse et à Cuba, mais elle voyage aussi souvent en raison de la carrière cinématographique de sa mère. Elle commence à danser le ballet, la salsa et le flamenco très jeune,.

## Carrière
À quinze ans, elle part étudier à Gordonstoun School à Elgin en Écosse grâce à une bourse. Lors de son séjour là-bas, elle apparaît dans plusieurs pièces de théâtre, elle participe à une tournée en Angleterre pour une adaptation de Roméo et Juliette. Après avoir quitté Gordonstoun, elle est admise à l'Académie royale d'art dramatique, dont elle sort diplômée en 2007.
Après avoir obtenu son diplôme, Oona joue dans quelques films — dont le film d'horreur hispano-italien Imago mortis (2009), dans lequel elle a son premier rôle et apparaît aux côtés de sa mère, ainsi que dans des seconds rôles à la télévision britannique et américaine. En 2012, elle joue une des petites amies de John Watson dans Sherlock et Talisa, épouse de Robb Stark dans Game of Thrones.

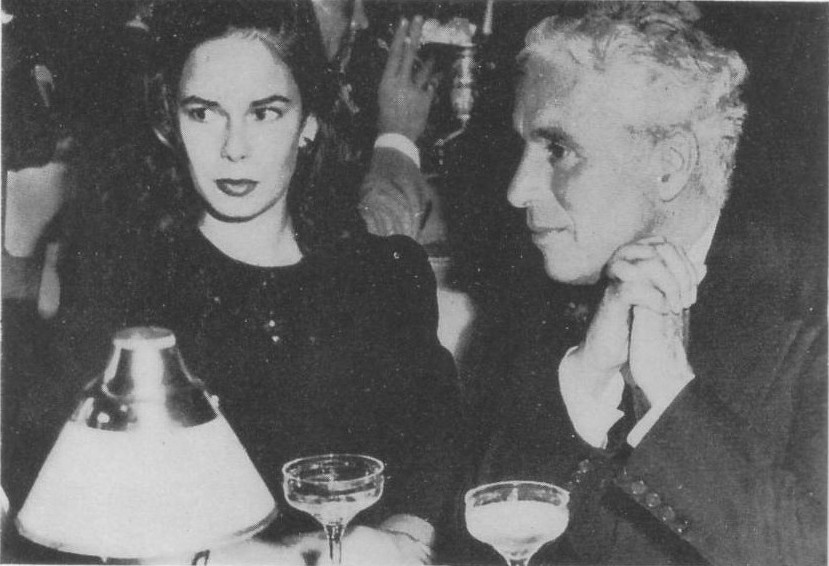
Sa grand-mère Oona O'Neill et son grand-père Charlie Chaplin en 1944.
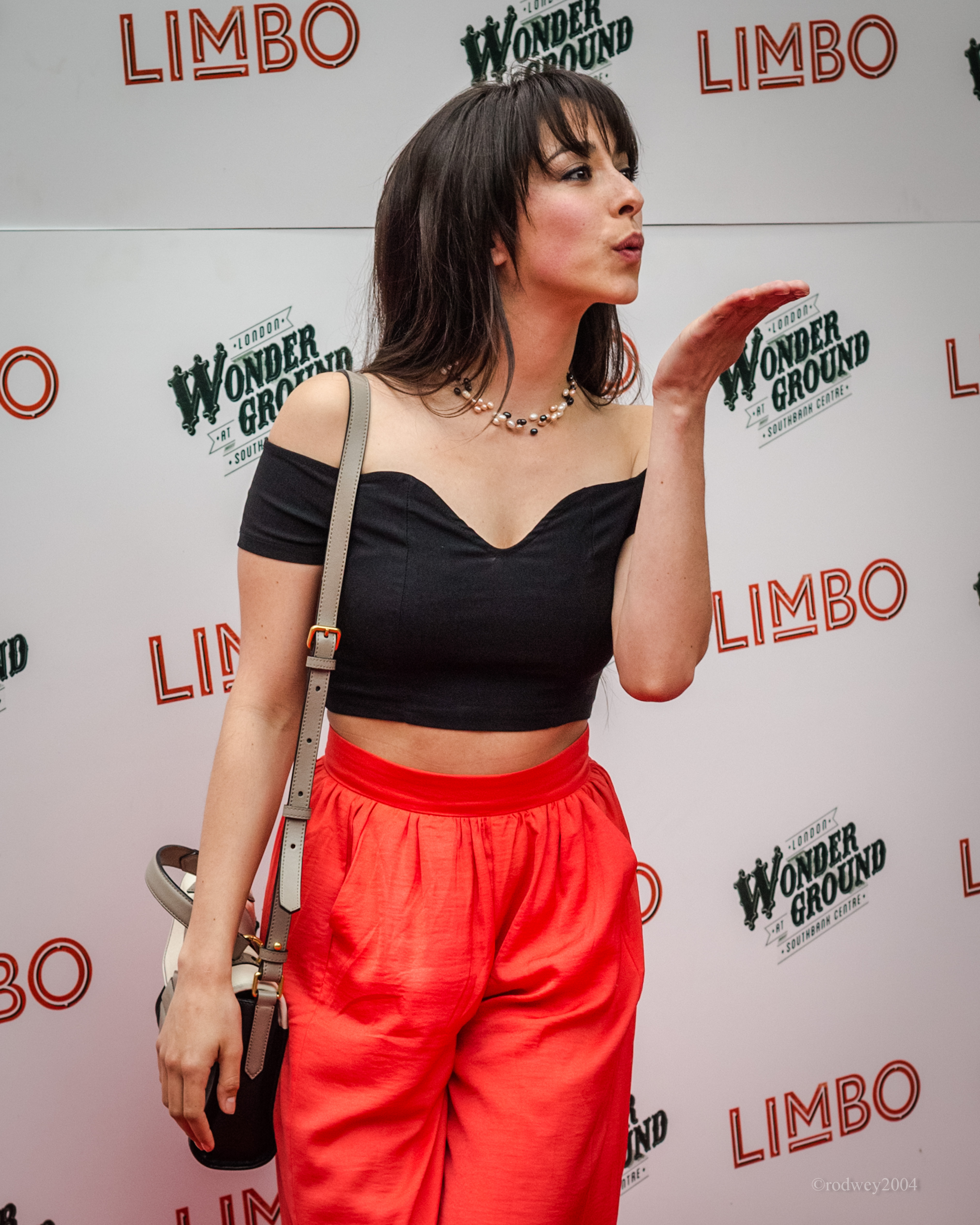
Oona Chaplin en 2013.

## Filmographie

### Cinéma
- 2008 : Quantum of Solace de Marc Forster : La réceptionniste de l'hôtel
- 2009 : Imago mortis de Stefano Bessoni : Arianna
- 2011 : ¿Para qué sirve un oso? (es) de Tom Fernández (es) : Rosa
- 2013 : Soirée filles (en) (Powder Room) de MJ Delaney (en) : Jess
- 2014 : Et (beaucoup) plus si affinités (What If) de Michael Dowse : Julianne
- 2014 : Purgatorio (es) de Pablo Teixidor : Marta
- 2015 : Chemins croisés (The Longest Ride) de George Tillman Jr. : Ruth
- 2015 : Una danza para mi Habana de Claudio Del Punta
- 2016 : Realive (Proyecto Lazaro) de Mateo Gil : Naomi
- 2017 : Tierra firme (es) de Carlos Marqués-Marcet : Eva
- 2018 : My Dinner with Hervé de Sacha Gervasi : Kate
- 2020 : Epicentro (en) de Hubert Sauper : elle-même
- 2022 : Lullaby de John R. Leonetti : Rachel
- Prévu pour 2025 : Avatar 3 de James Cameron : Varang

### Télévision
- 2007 : Married Single Other : Fabiana
- 2011 : The Hour : Marnie Madden
- 2012 : Sherlock : Jeanette
- 2012-2013 : Game of Thrones : Talisa Maegyr
- 2013 : Dates : Mia
- 2014 : The Crimson Field (en) : Kitty Trevelyan
- 2014 : Black Mirror : Greta (épisode White Christmas)
- 2014 : Inside No. 9 : Sabrina (épisode A Quiet Night In)
- 2017 : Taboo (mini-série) : Zilpha Geary
- 2020 : The Comey Rule (mini-série) : Lisa Page
- 2022 : En traître (mini-série) : Maddy Lawrence